# تپه‌صارمی
تپه صارمی مربوط به عصر برنز - هزاره اول قبل از میلاد - سدهٔ ۱۰ تا ۱۲ ه‍.ق است و در شهرستان میاندوآب، بخش مرحمت آباد، دهستان مرحمت آباد جنوبی، سمت غربی روستای صارمی واقع شده و این اثر در تاریخ ۷ خرداد ۱۳۸۷ با شمارهٔ ثبت ۲۲۸۹۴ به‌عنوان یکی از آثار ملی ایران به ثبت رسیده‌است.